# Black Level
Black Level é um filme de drama ucraniano de 2017 dirigido e escrito por Valentyn Vasyanovych. Foi selecionado como representante de seu país ao Oscar de melhor filme estrangeiro em 2018.

## Elenco
- Kostyantyn Mokhnach - Kostya
- Kateryna Molchanova - Katya